# Голяк Олександр Йосипович
Олекса́ндр Йо́сипович Голяк — старший сержант Збройних сил України.
Станом на березень 2017 року — командир відділення ВТЗ ТБ, 30-та бригада.

## Нагороди та вшанування
За особисту мужність і героїзм, виявлені у захисті державного суверенітету та територіальної цілісності України, вірність військовій присязі під час російсько-української війни, відзначений — нагороджений
- 13 серпня 2015 року — орденом «За мужність» III ступеня.